# Trassersweg
De Trassersweg is een helling in de Brusselse deelgemeente Neder-Over-Heembeek die is opgenomen in de Cotacol Encyclopedie met de 1.000 zwaarste beklimmingen van België.